# Pentti Saarikoski
Pentti Saarikoski (ur. 2 września 1937, zm. 24 sierpnia 1983) – fiński poeta, prozaik i tłumacz.
Urodzony w Impilahti w Karelii, mieszkał w Helsinkach, a ostatnie lata życia spędził w Szwecji. Studiował filologię klasyczną; w młodości uprawiał także publicystykę na łamach pism lewicowych. W jego wczesnej poezji motywy antyczne przeplatają się stale z krytyką społeczną i aktualnościami światowej polityki. Wtedy też z upodobaniem stosował technikę kolażu. W późniejszej twórczości raczej dystansował się od swych polityczno-społecznych zaangażowań.
Debiutował tomem Runoja (Wiersze, 1958); inne jego zbiory to Toisia runoja (Inne wiersze, 1958), Runot ja Hipponaksin runot (Wiersze i wiersze Hipponaksa), Maailmasta (Ze świata, 1961), Mitä tapahtuu todella (Co się tak naprawdę dzieje, 1962), Laulu laululta pois (Pieśń z dala od pieśni, 1966), En soisi sen päättyvän (Nie chciałbym, żeby to się skończyło, 1968), Katselen Stalinin pään yli ulos (Wyglądam sponad głowy Stalina, 1969), Onnen aika (Szczęśliwy czas, 1971), Alue (Okolica, 1973), Tanssilattia vuorella (Parkiet na szczycie góry, 1977),  Tanssiinkutsu (Zaproszenie do tańca, 1980), Hämärän tanssit (Tańce Mrocznego, 1983). Proza Saarikoskiego ma zazwyczaj charakter wspomnieniowy, np. Ovat muistojemme lehdet kuolleet (Umarły liście moich wspomnień, 1964) czy Aika Prahassa (Czas spędzony w Pradze, 1967).
Saarikoski tłumaczył na fiński dzieła licznych pisarzy antycznych (m.in. Homera, Safony, Ksenofonta, Eurypidesa), jak również współczesnych (Joyce’a, Salingera, Henry’ego Millera); te ostatnie przekłady wywarły silny wpływ na fiński język literacki ze względu na nowatorskie zastosowanie w nich fińszczyzny potocznej, a zwłaszcza helsińskiego slangu. W Polsce ukazał się wybór jego wierszy Koń szalonego człowieka i inne wiersze (Kraków 1986) w tłumaczeniu B. Drozdowskiego i B. Maciejewskiej.